# ジェディキ (小惑星)
ジェディキ (5899 Jedicke) は、小惑星帯の内縁部に位置する小惑星である。キャロライン・シューメーカーがパロマー天文台で発見した。
ピーター・ジェディキやロバート・ジェディキなど、複数の天文学者を輩出したジェディキ家に因んで名付けられた。
2010年2月25日に、光度曲線観測による衛星の発見が報告された。衛星の直径は1.6kmで、約9km離れた軌道を16.7時間の周期で回っている。